# Horní Volta
Horní Volta (francouzsky Haute-Volta), plným názvem Republika Horní Volta (francouzsky République de Haute-Volta) byla vnitrozemská země v Západní Africe založená 11. prosince 1958 jako samosprávný stát s v rámci Francouzského společenství. Před vyhlášením nezávislosti byla součástí Francouzské unie pod názvem Francouzská Horní Volta, úplnou nezávislost na Francii získala 5. srpna 1960. 4. října 1980 země změnila svůj název na Burkina Faso.

## Název

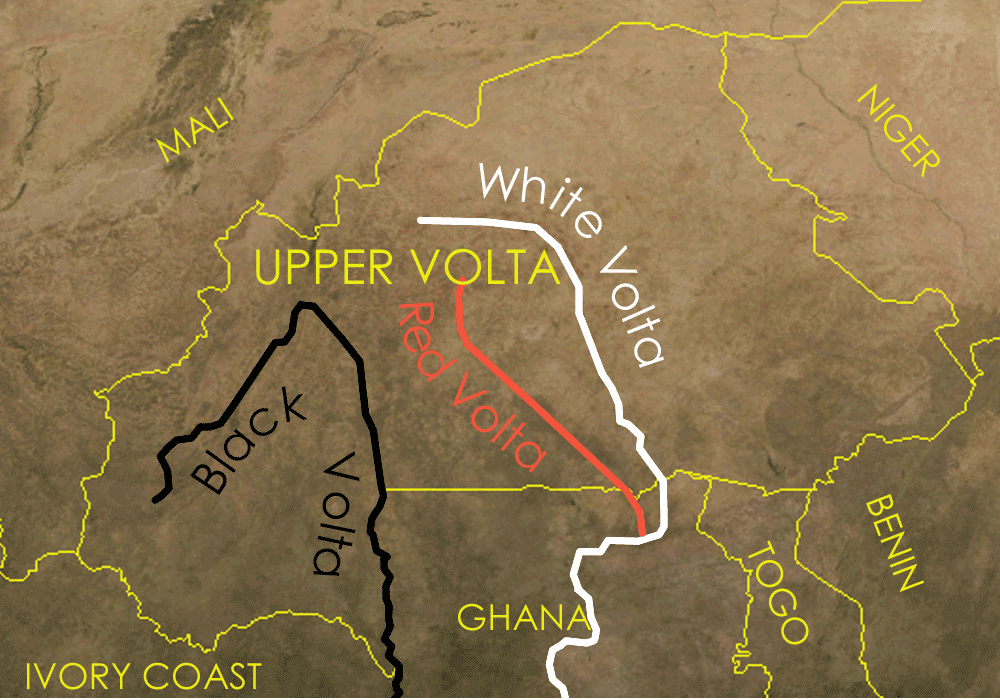
Mapa Horní Volty s vyznačením přítoků řeky Volty

Název země Horní Volta odkazuje na polohu země v rámci horního toku řeky Volty.

## Historie
Horní Volta získala nezávislost na Francii dne 5. srpna 1960. Jejím prvním prezidentem stal Maurice Yaméogo ze strany Svaz voltaické demokracie – Africké demokratické shromáždění (UDV-RDA). Téhož roku byla schválena ústava země, která zavedla přímou všeobecnou volbu prezidenta a Národního shromáždění, přičemž mandáty obou institucí byly stanoveny na pět let.
Krátce po nástupu k moci Yaméogo zakázal všechny politické strany kromě UDV-RDA. Sklony k autoritářství projevoval Yaméogo již před svým zvolením prezidentem – v období, kdy zastával funkci premiéra Horní Volty ještě jako francouzské kolonie, až do vyhlášení nezávislosti, docházelo k stupňujícímu se pronásledování opozičních stran.
3. ledna 1966 byl Yaméogo svržen vojenským převratem, který vedl náčelník generálního štábu Sangoulé Lamizana. Přestože byla o čtyři roky později formálně obnovena pluralitní demokracie, zůstal Lamizana dominantní politickou postavou země až do svého vlastního sesazení v roce 1980.
Po sérii několika krátkodobých prezidentských mandátů se moci chopil Thomas Sankara, a to prostřednictvím dalšího státního převratu dne 4. srpna 1983. Po převratu utvořil Revoluční národní radu (CNR) a postavil se do jejího čela jako prezident. Pod jeho vedením byla dne 4. srpna 1984 země přejmenována z Horní Volty na Burkina Faso, což v překladu znamená „Země neúplatných lidí“.

## Politika
Mezi lety 1958 a 1960 byla země vedena vysokým komisařem, v jehož funkci se vystřídali dva lidé:
- Max Berhet (1. prosince 1958 – únor 1959)
- Paul Masson (únor 1959 – 5. srpen 1960)

Od roku 1971 do roku 1987 zemi vedl předseda vlády:
- Gérard Kango Ouédraogo (13. února 1971 – 8. února 1974)
- Thomas Sankara (4. srpna 1983 – 14. října 1987)

## Odraz v kultuře
Západoněmecký kancléř Helmut Schmidt s oblibou popisoval v 80. letech Sovětský svaz jako „Horní Voltu s raketami“, jak uvádí americký novinář David Halberstam v článku publikovaném v časopise Vanity Fair ze srpna 2007, což je reference na nepoměr sovětské ekonomiky v obranném sektoru oproti relativně nerozvinuté civilní ekonomice. Fráze „Horní Volta s raketami“ byla použita k popisu Sovětského svazu také v přehledu sovětské ekonomiky v časopise The Economist z 9. dubna 1988. Podle britského historika Perryho Andersona byla tato fráze všeobecně oblíbená mezi diplomaty v 70. letech 20. století. Navrhl také, že současné Rusko se dalo označit jako „Saúdská Arábie s raketami“.
Francouzská punkrocková skupina Béruriea Noir ve své písni Salut à toi odkazuje na zemi ve sloce „Salut à toi, la Haute-Volta!" (Dobrý den, Horní Volto!).

## Státní symboly

### Vlajka
Vlajka Horní Volty sestává z vodorovné trikolóry symbolizující tři hlavní přítoky Volty: Černá Volta, Bílá Volta a Červená Volta. Byla přijata 9. prosince 1959

### Hymna
| Francouzsky: Fière Volta de mes aieux, Ton soleil ardent et glorieux Te revêt d'or et de fierté Ô Reine drapée de loyauté ! Nous te ferons et plus forte, et plus belle À ton amour nous resterons fidèles Et nos cœurs vibrant de fierté Acclameront ta beauté Vers l'horizon lève les yeux Frémis aux accents tumultueux De tes fiers enfants tous dressés Promesses d'avenir caressées Le travail de ton sol brûlant Sans fin trempera les cœurs ardents, Et les vertus de tes enfants Le ceindront d'un diadème triomphant. Que Dieu te garde en sa bonté, Que du bonheur de ton sol aimé, L'Amour des frères soit la clé, Honneur, Unité et Liberté. | Česky: Hrdá Volto mých předků, Tvé ohnivé a slavné slunce odělo tě do zlata a pýchy Ó královno oděná věrností! Učiníme tě silnější a krásnější Tvé lásce zůstaneme věrní A naše hrdá srdce Budou opěvovat tvou krásu Pozvedni své oči k obzoru Chvějící se bouřlivými přízvuky tvých hrdých dětí Přísliby budoucnosti, které si hýčkají Dílo tvé hořící půdy Nekonečně nasáklé žhavými srdci, A ctnosti tvých dětí ji ozdobí triumfálním diadémem. Kéž vás Bůh zachová ve své dobrotě, Kéž štěstí tvé milované země, Bratrská láska budiž klíčem, Čest, jednota a svoboda. |